# Comunità Montana Valle del Liri
Die Comunità Montana Valle del Liri ist eine Vereinigung von insgesamt 19 Gemeinden in der italienischen Provinz Frosinone. Sie wurde von den in der Regel recht kleinen Gemeinden, die zumindest teilweise in Bergregionen liegen, gebildet, um die wirtschaftliche Entwicklung der Region zu stärken und die Abwanderung der Bevölkerung aufzuhalten. Weitere Aufgaben sind die Stärkung des Tourismus, des Naturschutzes und die Erhaltung der ländlichen Kultur.
Das Gebiet der Comunità montana umfasst das Tal des Liri, eines Nebenflusses des Garigliano, sowie die umgebenden Bergregionen der Monti Ernici. Die Comunità hat einen Umfang von 564 km2. Insgesamt hat sie 105.308 Einwohner.
Die Comunità umfasst folgende Gemeinden:
- Arce
- Arpino
- Broccostella
- Castelliri
- Castrocielo
- Cervaro
- Colfelice
- Colle San Magno
- Fontana Liri
- Isola del Liri
- Piedimonte San Germano
- Rocca d’Arce
- Roccasecca
- Sant’Elia Fiumerapido
- Santopadre
- San Vittore del Lazio
- Sora
- Terelle
- Villa Santa Lucia